# La bambola (film)
La bambola è un film italiano del 1991 diretto da Ninì Grassia, che ha curato anche la produzione, il soggetto, la sceneggiatura, il montaggio e le musiche originali.

## Trama
Marca, chiamata da tutti La bambola, è una bella ragazza: vive con la madre Rossana e con l'amante di questa, che manifesta attenzioni nei suoi confronti e che la costringe a lavorare in una casa di piacere.
Cerca di uscirne quando, tra i clienti, riconosce il suo professore, Manuel.